# Björn Waldegård
Björn Waldegård, né le 12 novembre 1943 à Rö et mort le 29 août 2014, est un pilote de rallye suédois.
Il fait ses débuts en rallye en 1962 sur Volkswagen 1200 et remporte le Rallye automobile Monte-Carlo en 1969 et 1970, sur Porsche 911. 
Sa carrière en championnat du monde s'étend de 1973 (année de création du championnat du monde des constructeurs) à 1992. 
Vainqueur de 16 rallyes en mondial, il a été le premier champion du monde des rallyes, lors de la création du championnat du monde des pilotes en 1979.

## Biographie

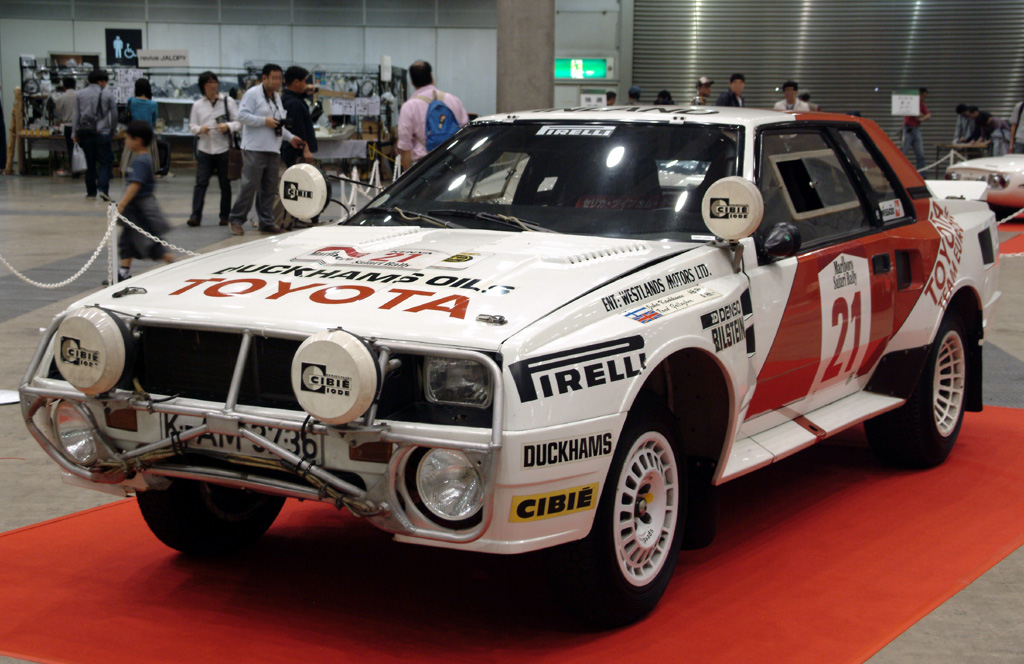
La Toyota Celica Twincam Turbo (TCT) de Juha Kankkunen (1985), modèle avec lequel B.Waldegård remporta de même le Rallye Safari en 1984 et 1986.

Il débute en Suède en 1962 et remporte son premier championnat national en 1967. Sa première victoire internationale arrive en 1968 au rallye KAK suédois (ERC) avec son compatriote Lars Helmér sur Porsche 911 T (de même l'année suivante) , mais l'exploit se produit en 1969 au Monte-Carlo, sa première course d'envergure hors de son pays, en tête encore au volant d'une Porsche 911 (S). Il réédite cette performance l'année suivante désormais en Championnat International des Marques, avec de plus deux autres courses (Suède et Autriche) toujours remportées en IMC.
Sa carrière prend un nouvel envol en 1973 lors de la création du Championnat du Monde des Rallyes. Il devient alors pilote officiel pour Fiat, puis pour Lancia. La rivalité avec son coéquipier Sandro Munari atteint son paroxysme en 1976 lors du Rallye Sanremo, car l'équipe demande au suédois de renoncer à ses quatre secondes d'avance provisoire sur son équipier italien. Face à son directeur sportif Cesare Fiorio -lui-même ancien pilote- Waldegaard attend quatre secondes sur la ligne de départ de la dernière spéciale... avant de s'élancer et de s'imposer pour quatre secondes exactement !
Vainqueur vexé, le Suédois rejoint Ford et ses pilotes Roger Clark et Hannu Mikkola lors de la dernière épreuve du RAC Rally 1976, puis la saison suivante pour trois années pleines. Avec la Ford Escort RS 1800, il remporte trois victoires en 1977 et une en 1978, puis il devient le premier Champion du Monde des Pilotes, en 1979. En 1980 il termine 3e du championnat grâce à des véhicules Fiat, Mercedes et Toyota, et 4e en 1986 sur Toyota Celica TCT (2 victoires). Il reste finalement chez Toyota de 1981 à 1991.
Il termine sa carrière en mondial au mois d'avril 1992, après s'être cassé un bras dans un accident sur Lancia Delta HF Integrale du Lancia Martini Racing team au Rallye Safari (faisant cependant une apparition au rallye néerlandais des tulipes d'or à Hellendoorn l'année suivante avec Bob de Jong, comptabilisé en ERC).
Durant toute sa carrière, Lars Helmér le dirige entre 1968 à 1972, Hans Thorszelius entre 1970 et 1985, puis Fred Gallagher de 1986 à 1992.
L'année 2007 le voit obtenir deux succès dans des épreuves "Historic", sur les sols suédois et kényans. En Belgique, outre sa victoire en 1985 aux Boucles de Spa alors inscrites au Championnat d'Europe des rallyes, sur Audi Quattro, il participe aussi à trois reprises à la version "VHC" de l'épreuve, les Legend Boucles de Spa, en 2010 et 2011 sur Ford Escort RS 2000 (MK2 / BDA) et en 2012 sur Ferrari 308 GTB, avec à chaque fois le copilote professionnel belge Stéphane Prévot. Ils terminent seconds en 2010 et 2011, année où il remporte pour la seconde fois le rallye du Kenya de la spécialité.
Le 29 août 2014, le Champion du monde des rallyes 1979 succombe des suites d'un cancer, deux mois après avoir réalisé une démonstration à Goodwood.

## Palmarès

### Titres
| Saison | Titre                          | Voiture                                        |
| ------ | ------------------------------ | ---------------------------------------------- |
| 1977   | 2e de la Coupe FIA des pilotes | Ford Escort RS1800                             |
| 1979   | Champion du monde des rallyes  | Ford Escort RS1800 / Mercedes-Benz 450 SLC 5.0 |

### Victoires en championnat international des marques
| # | Saison | Rallye                          | Pays     | Copilote     | Voiture       |
| - | ------ | ------------------------------- | -------- | ------------ | ------------- |
| 1 | 1970   | 39e Rallye Monte-Carlo          | Monaco   | Lars Helmér  | Porsche 911 S |
| 2 | 1970   | 21e Rallye de Suède             | Suède    | Lars Helmér  | Porsche 911 S |
| 3 | 1970   | 41e Rallye autrichien des Alpes | Autriche | Lars Nyström | Porsche 911 S |

- Le championnat international des marques (parfois désigné championnat d'Europe des marques) fut disputé de 1970 à 1972[5], avant la création du championnat du monde des rallyes en 1973.

### Autres podiums en championnat international des marques
- 2e du rallye de Grande-Bretagne, en 1971;
- 2e du rallye de Suède, en 1972;
- 3e du rallye Monte-Carlo, en 1971;

(N.B. : il est le pilote ayant obtenu le plus de podiums dans le cadre de l'IMC, soir un total de 6 en trois années d'existence de la compétition) 

### Victoires en championnat du monde des rallyes (WRC)

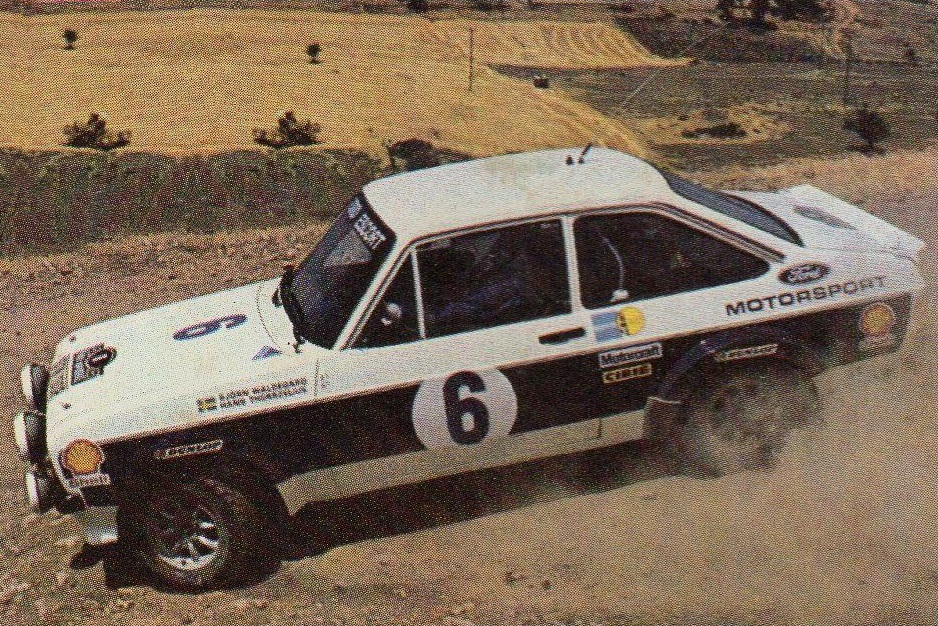
La Ford Escort RS1800 MKII vainqueur de l'Acropolis Rally en 1977.

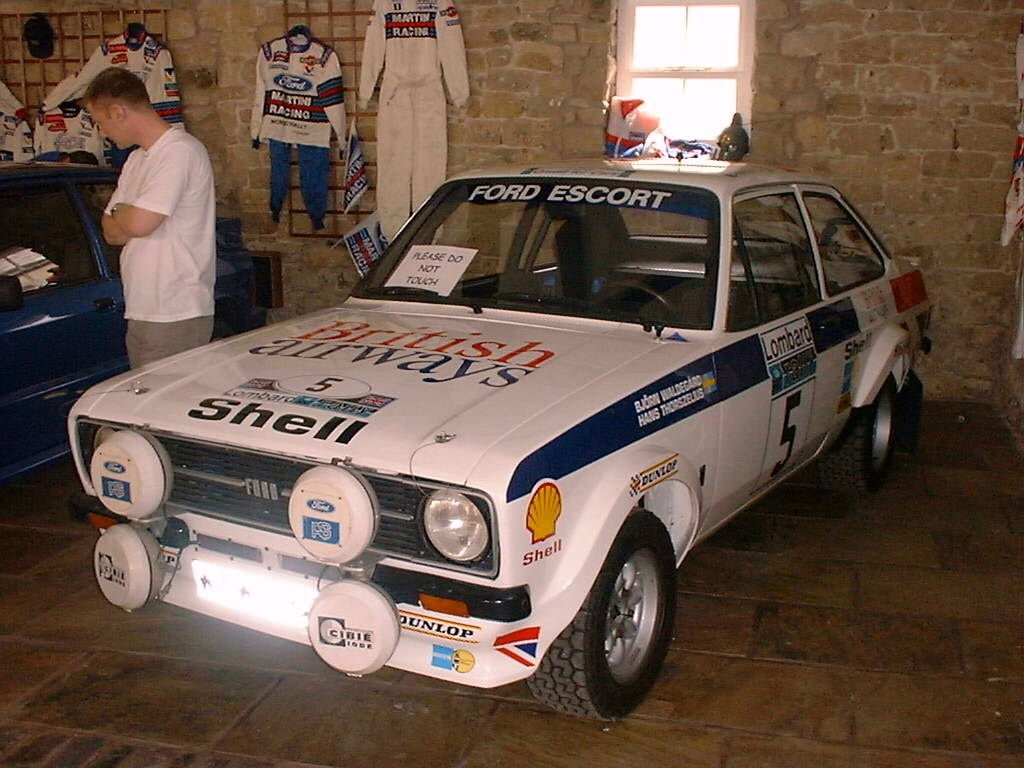
La Ford Escort RS1800 MKII vainqueur du RAC Rally la même année.

| #  | Saison | Rallye                         | Pays             | Copilote         | Voiture                     |
| -- | ------ | ------------------------------ | ---------------- | ---------------- | --------------------------- |
| 1  | 1975   | 25e Rallye de Suède            | Suède            | Hans Thorszelius | Lancia Stratos HF           |
| 2  | 1975   | 17e Rallye Sanremo             | Italie           | Hans Thorszelius | Lancia Stratos HF           |
| 3  | 1976   | 18e Rallye Sanremo             | Italie           | Hans Thorszelius | Lancia Stratos HF           |
| 4  | 1977   | 25e Rallye Safari              | Kenya            | Hans Thorszelius | Ford Escort RS1800          |
| 5  | 1977   | 24e Rallye de l'Acropole       | Grèce            | Hans Thorszelius | Ford Escort RS1800          |
| 6  | 1977   | 33e Rallye de Grande-Bretagne  | Royaume-Uni      | Hans Thorszelius | Ford Escort RS1800          |
| 7  | 1978   | 28e Rallye de Suède            | Suède            | Hans Thorszelius | Ford Escort RS1800          |
| 8  | 1979   | 26e Rallye de l'Acropole       | Grèce            | Hans Thorszelius | Ford Escort RS1800          |
| 9  | 1979   | 6e Critérium du Québec         | Canada           | Hans Thorszelius | Ford Escort RS1800          |
| 10 | 1980   | 12e Rallye de Côte d'Ivoire    | Côte d'Ivoire    | Hans Thorszelius | Mercedes-Benz 500 SLC       |
| 11 | 1982   | 13e Rallye de Nouvelle-Zélande | Nouvelle-Zélande | Hans Thorszelius | Toyota Celica 2000GT        |
| 12 | 1983   | 15e Rallye de Côte d'Ivoire    | Côte d'Ivoire    | Hans Thorszelius | Toyota Celica Twincam Turbo |
| 13 | 1984   | 32e Rallye Safari              | Kenya            | Hans Thorszelius | Toyota Celica Twincam Turbo |
| 14 | 1986   | 34e Rallye Safari              | Kenya            | Fred Gallagher   | Toyota Celica Twincam Turbo |
| 15 | 1986   | 18e Rallye de Côte d'Ivoire    | Côte d'Ivoire    | Fred Gallagher   | Toyota Celica Twincam Turbo |
| 16 | 1990   | 38e Rallye Safari              | Kenya            | Fred Gallagher   | Toyota Celica GT-4 (ST165)  |

### Autres podiums en championnat du monde des rallyes (19)

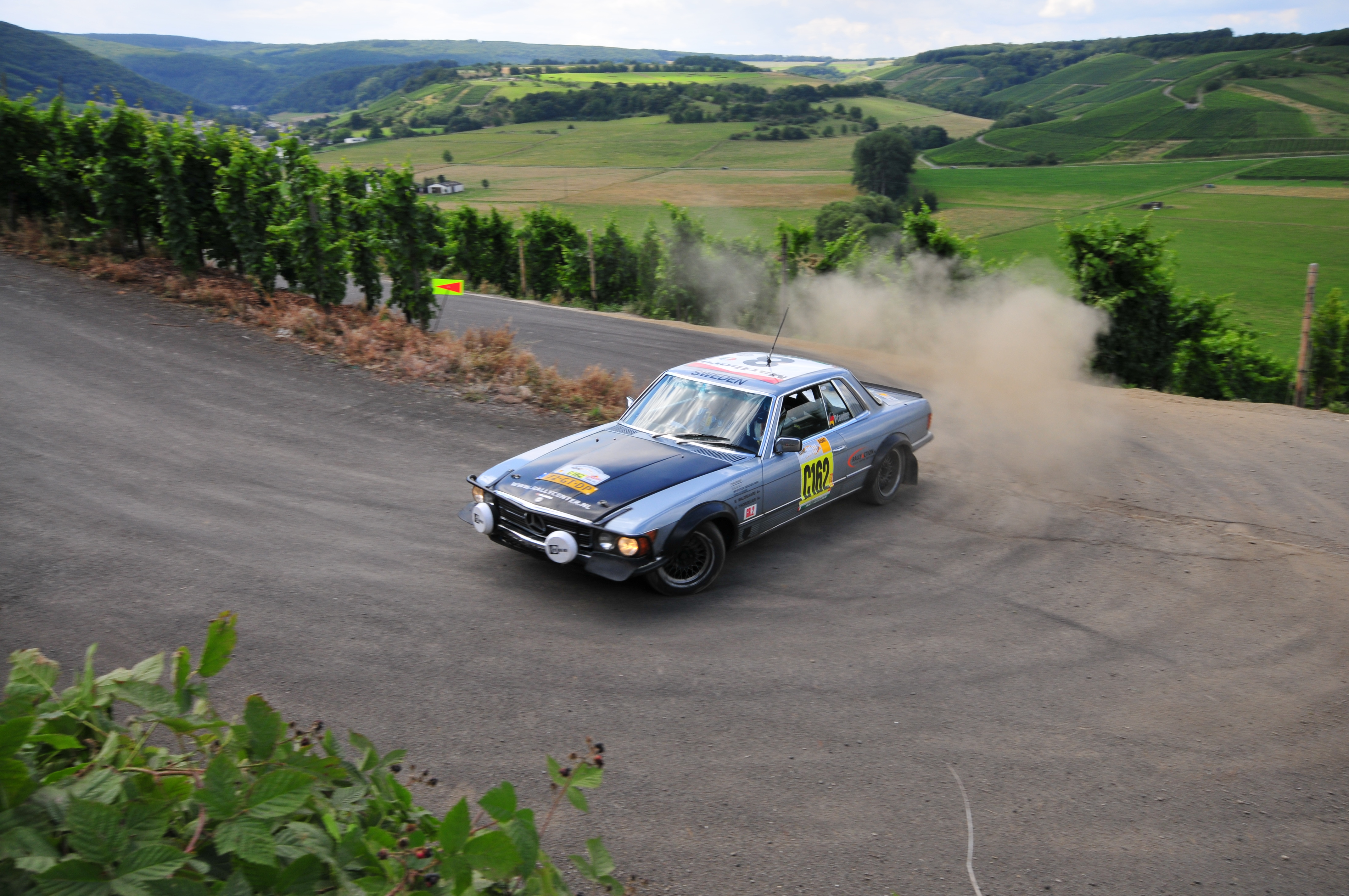
La Mercedes 450 SLC 5.0 de Waldegard et Thorszelius, 5e en Nouvelle-Zélande en 1980 (ici en Allemagne en 2008).

- 2e du rallye Safari, en 1974 et 1985
- 2e du rallye Monte-Carlo, en 1976 et 1979;
- 2e du rallye du Portugal, en 1977 et 1979;
- 2e du rallye de Grande-Bretagne, en 1978;
- 2e du rallye de Suède, en 1979;
- 2e du rallye de Côte d'Ivoire, en 1979 et 1985;
- 3e du rallye safari, en 1975;
- 3e du rallye de Grande-Bretagne, en 1976;
- 3e du rallye de Finlande, en 1977 et 1979;
- 3e du rallye Monte-Carlo, en 1980;
- 3e du rallye de Suède, en 1980;
- 3e du rallye du Portugal, en 1981;
- 3e du rallye de Côte d'Ivoire, en 1982;
- 3e du rallye de Grande-Bretagne, en 1988;

(nb: homme des records en terre africaine, il a obtenu 7 victoires en mondial sur ce continent, pour un total cumulé de 13 podiums entre 1974 et 1990 (7 au Safari et 6 en Côte d'Ivoire). Il est le pilote de renommée internationale le plus richement titré en Afrique, en un temps où le Championnat d'Afrique des rallyes n'existait pas toujours (ce dernier fut créé en 1981: Shekhar Mehta remporta la première édition de celui-ci et 5 épreuves en mondial, mais uniquement au Kenya, durant la même période d'activité que B.Waldegård.)

### Résultats complets en championnat du monde des rallyes

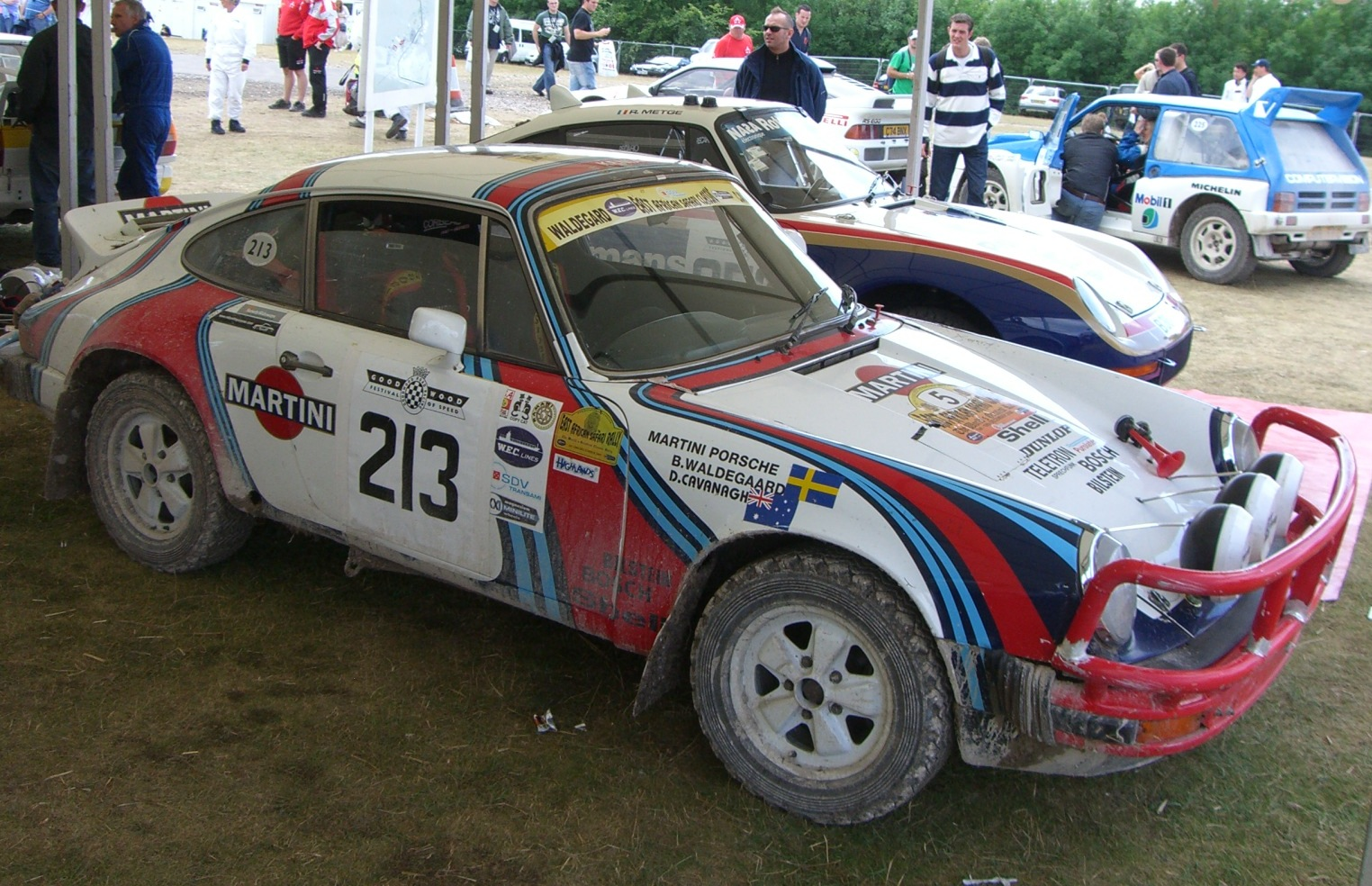
La Porsche 911 SC de B.Waldegård au rallye Safari kényan en 1978 (4e).

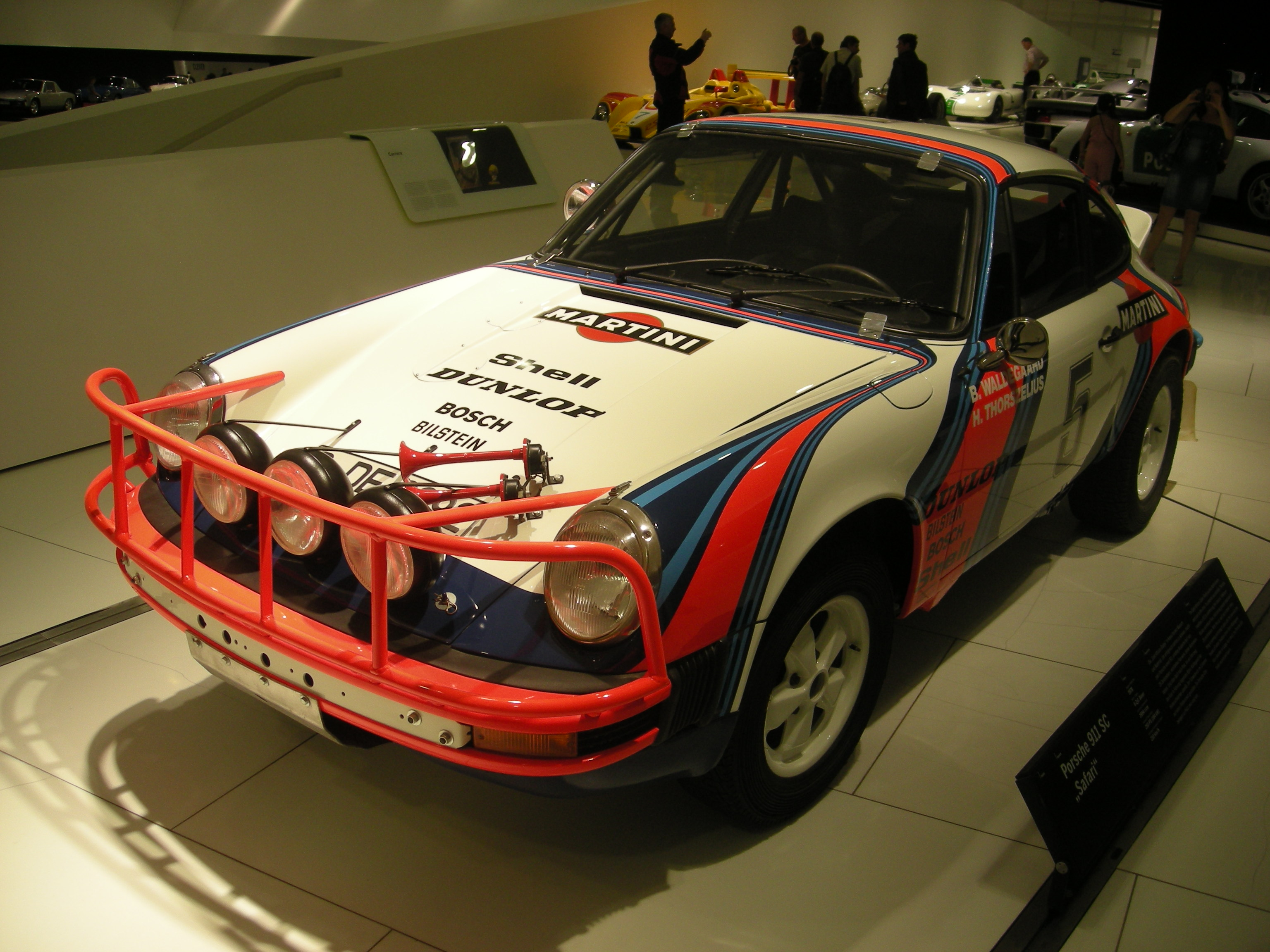
Même type de véhicule, au Musée Porsche de Stuttgart cette fois.

| Saison | Équipe        | Départs | Victoires | Podiums | Abandons | Points | Classement final   |
| ------ | ------------- | ------- | --------- | ------- | -------- | ------ | ------------------ |
| 1973   | Privé, BMW    | 9       | 0         | 0       | 4        | -      | Pas de championnat |
| 1974   | Privé,        | 4       | 0         | 1       | 1        | -      | Pas de championnat |
| 1975   | Privé, Lancia | 7       | 2         | 3       | 4        | -      | Pas de championnat |
| 1976   | Privé         | 6       | 1         | 3       | 3        | -      | Pas de championnat |
| 1977   | Privé         | 6       | 3         | 5       | 0        | -      | Pas de championnat |
| 1978   | Privé, Ford   | 4       | 1         | 2       | 1        | -      | Pas de championnat |
| 1979   | Privé, Ford   | 9       | 2         | 7       | 0        | 112    | Champion           |
| 1980   | Privé         | 9       | 1         | 3       | 3        | 63     | 3e                 |
| 1981   | Privé         | 7       | 0         | 1       | 4        | 17     | 18e                |
| 1982   | Privé, Toyota | 5       | 1         | 2       | 1        | 36     | 6e                 |
| 1983   | Privé, Toyota | 4       | 1         | 1       | 2        | 20     | 11e                |
| 1984   | Privé, Toyota | 5       | 1         | 1       | 3        | 28     | 8e                 |
| 1985   | Privé, Toyota | 5       | 0         | 2       | 2        | 34     | 8e                 |
| 1986   | Privé, Toyota | 3       | 2         | 2       | 0        | 48     | 4e                 |
| 1987   | Privé, Toyota | 3       | 0         | 0       | 2        | 6      | 39e                |
| 1988   | Privé, Toyota | 3       | 0         | 1       | 1        | 16     | 17e                |
| 1989   | Privé, Toyota | 3       | 0         | 0       | 2        | 10     | 29e                |
| 1990   | Privé,        | 1       | 1         | 1       | 0        | 20     | 12e                |
| 1991   | Privé,        | 1       | 0         | 0       | 0        | 10     | 26e                |
| 1992   | Lancia        | 1       | 0         | 0       | 1        | 0      | -                  |
| Total  |               | 95      | 16        | 35      | 34       | 428    | 1 titre            |

### Records détenus en championnat du monde des rallyes
- Champion avec le plus petit écart de point :  1 pt  au Championnat du monde des rallyes 1979, avec  Hannu Mikkola :112 pts contre 111 pts (partagé avec Tommi Mäkinen, Petter Solberg et Sébastien Loeb);

### Autres victoires
- 1968 et 1969: KAK Rally (ERC);
- 1968: Östgöta Rallyt;
- 1968: Värmland Runt;
- 1968: Jämt Rallyt;
- 1968: Smålandsrallyt;
- 1969: 38e Rallye Automobile Monte-Carlo (alors en ERC);
- 1982: South Swedish Rally (ERC; 3e en 1986);
- 1985: Boucles de Spa (ERC);
- 1988: 16e Rallye de Chypre (ERC);
- 1989: 6e Rallye de Dubai (en championnat du moyen-orient - MERC) (avec Fred Gallagher, sur Toyota Celica GT4).

(nb: il termine aussi 2e des Quatre-Vingt-Quatre Heures du Nürburgring en 1970 avec Åke Andersson et Guy Chasseuil, sur VW-Porsche 914/6, 3e de la Ronde de Serre Chevalier en 1972, et 4e du Paris-Dakar en 1991 avec Fred Gallagher sur Citroën ZX)

### Rallyes historiques

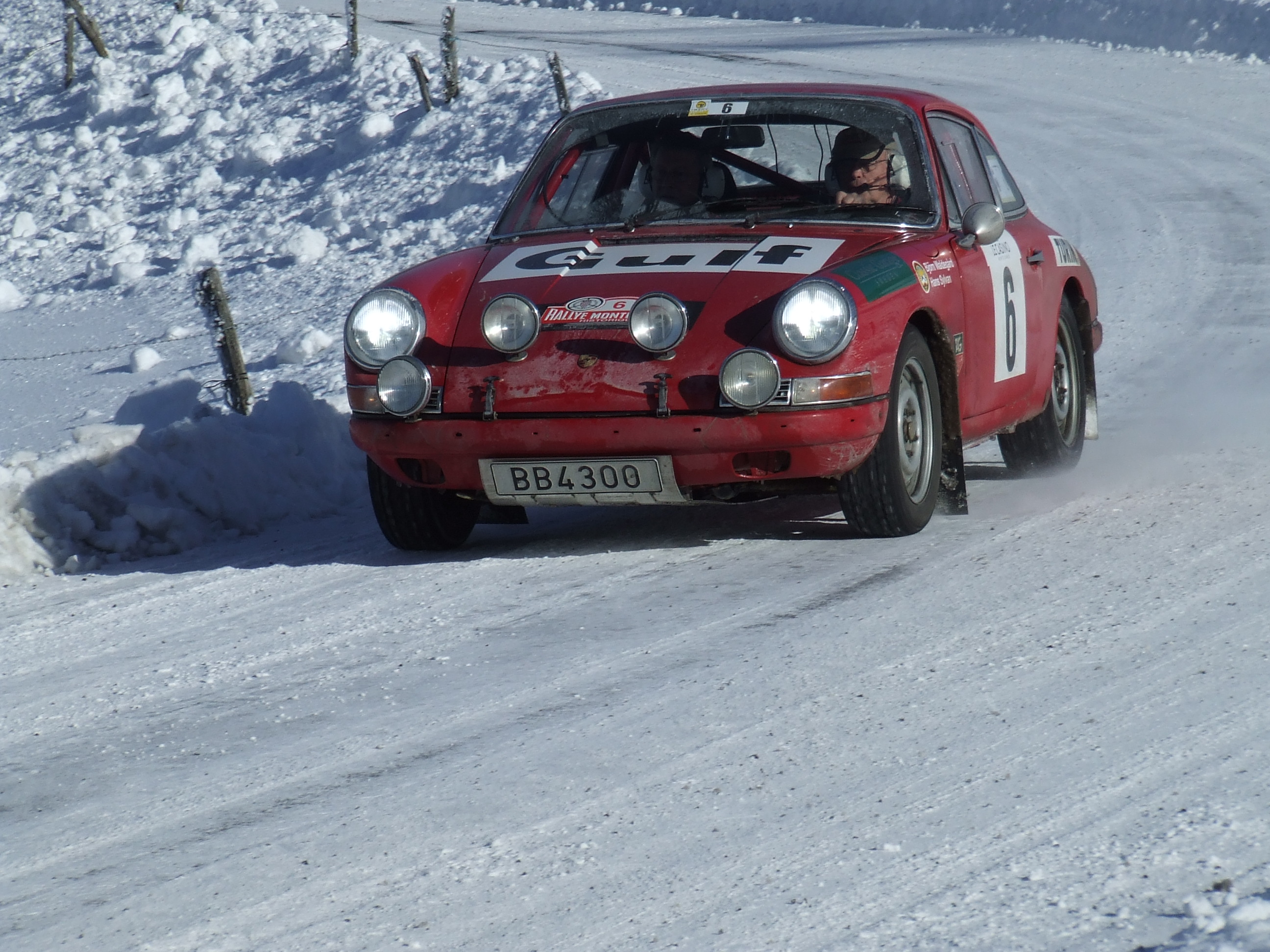
Björn Waldegård pilotant une Porsche 911 lors du Rallye Monte-Carlo historique 2010

- 2007 Midnattssolsrallyt catégorie VHC: Björn Waldegård / Robert Jacobsson, sur Porsche 911 Carrera;
- 2007 et 2011 East African Safari Rally "Classic": Björn Waldegård / Mathias Waldegård (son fils), sur Ford Escort Mk1 puis Porsche 911.

## Distinction
- Membre du Rally Hall of Fame depuis 2013 (quatrième promotion).